# Diporotheca
Diporotheca är ett släkte av svampar. Diporotheca ingår i familjen Diporothecaceae, klassen Dothideomycetes, divisionen sporsäcksvampar och riket svampar.
| Diporotheca | \| \| Diporotheca rhizophila \| \| \| \| |
|             | \| \| Diporotheca rhizophila \| \| \| \| |
|             | Diporotheca rhizophila                   |
|             |                                          |

|  | Diporotheca rhizophila |
|  |                        |